# Gare de Verdun
La gare de Verdun est une gare ferroviaire française de la ligne de Saint-Hilaire-au-Temple à Hagondange, située à proximité du centre-ville de Verdun, sous-préfecture du département de la Meuse, en région Grand Est.
Elle est mise en service le 14 avril 1870, par la Compagnie des chemins de fer de l'Est.
C'est une gare de la Société nationale des chemins de fer français, (SNCF) desservie par des trains TER Grand Est.

## Situation ferroviaire

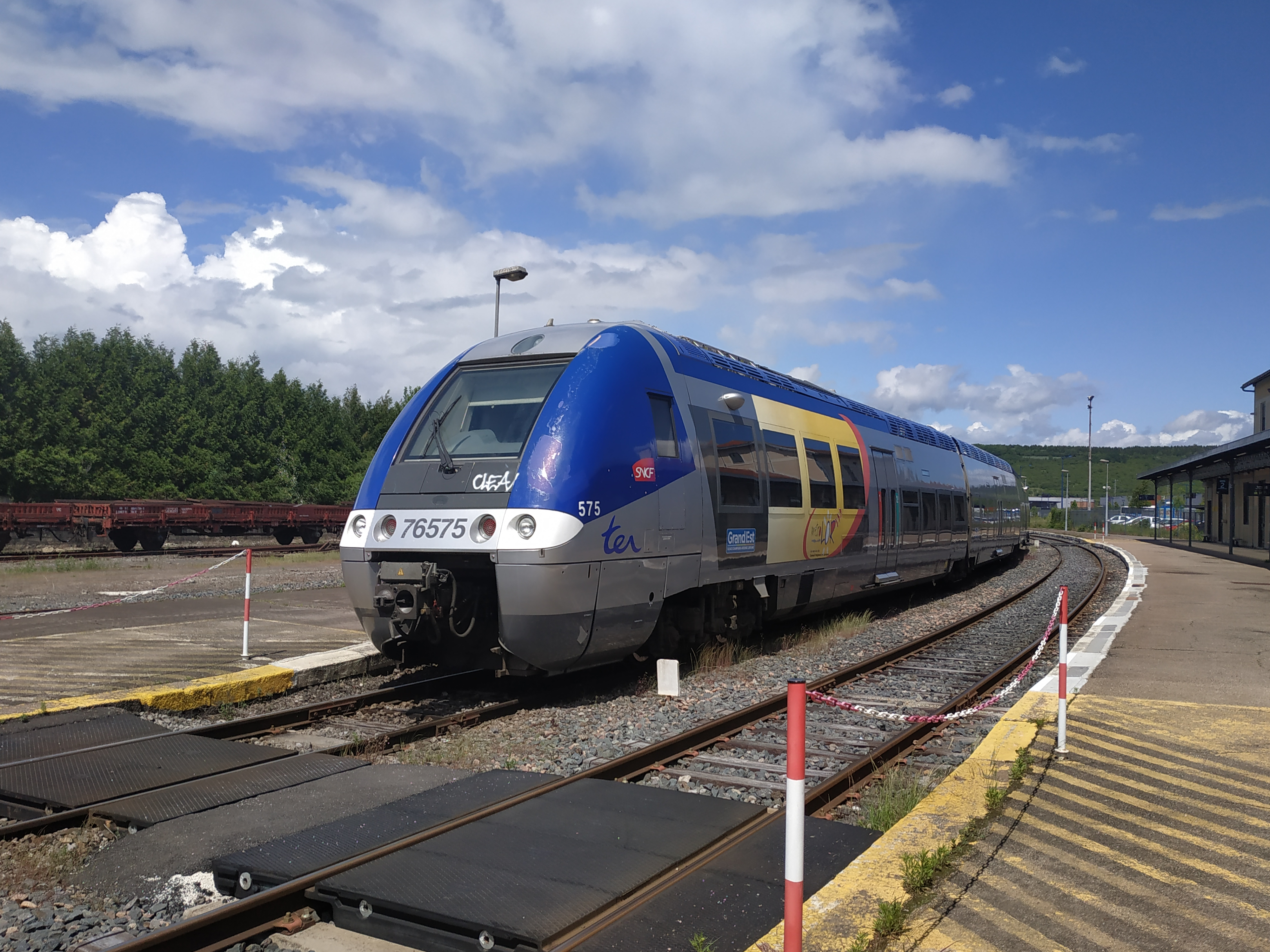
Un TER à quai.

Établie à 200 m d'altitude, la gare de bifurcation de Verdun est située au point kilométrique (PK) 276,300 de la ligne de Saint-Hilaire-au-Temple à Hagondange, entre les gares ouvertes de Clermont-en-Argonne et d'Étain, et au PK 54,346 de la ligne de Lérouville à Pont-Maugis (partiellement déclassée) dont le tronçon de Verdun n'est ouvert qu'au trafic fret.

## Histoire

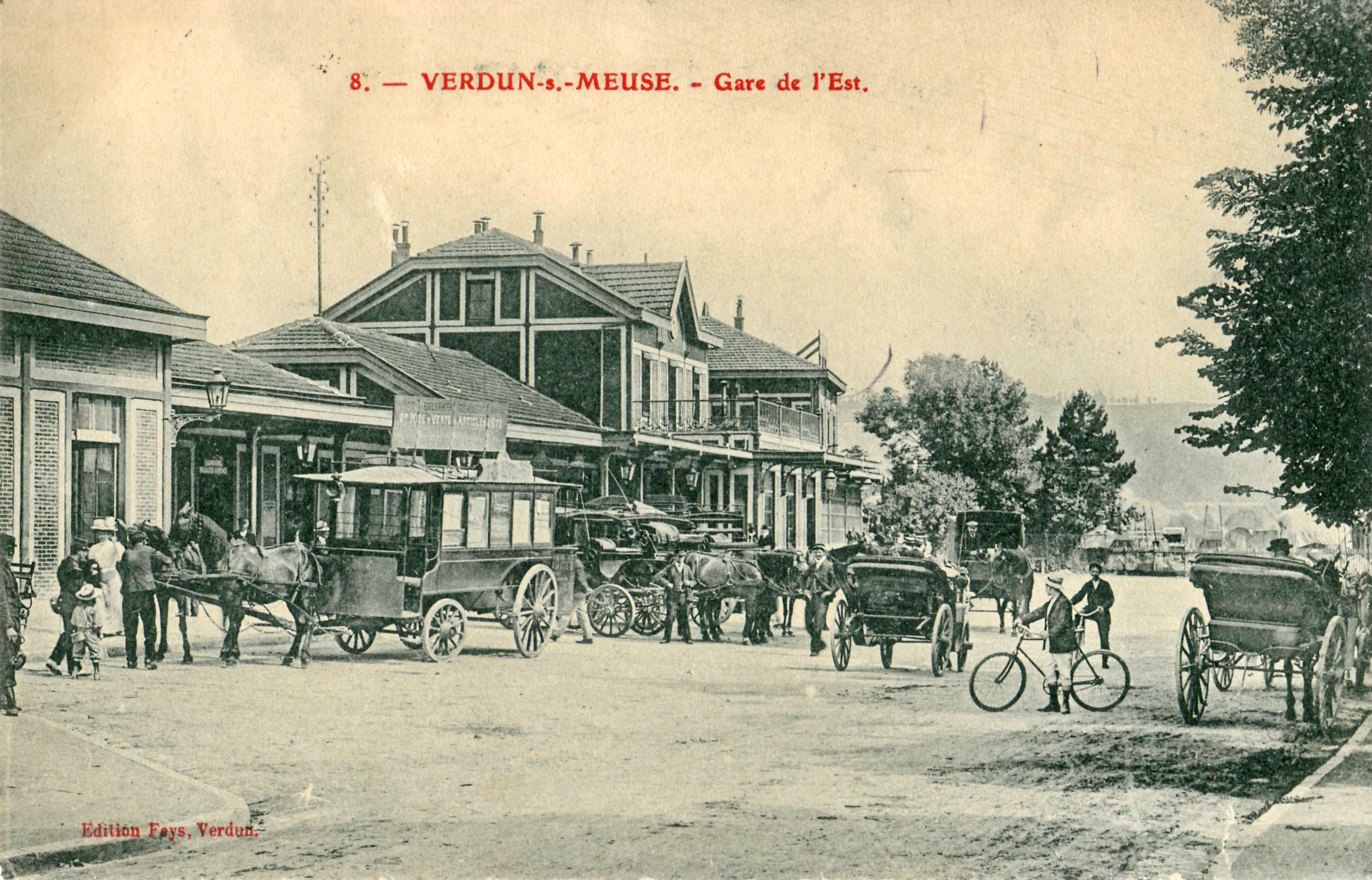
Un omnibus stationne devant la gare, avant la Première Guerre mondiale.

La gare de Verdun est construite en 1868 selon les plans de l'ingénieur Gustave Eiffel. Située dans une zone de servitude militaire, ce qui pourrait gêner la défense de la ville, l'Armée française demande qu'elle soit facilement démontable,. Elle est donc composée d'une importante structure métallique faite de poutres et de rails.
La station de Verdun est mise en service le 14 avril 1870 par la Compagnie des chemins de fer de l'Est, lorsqu'elle ouvre à l'exploitation la section d'Aubréville à Verdun. La gare est inaugurée le 1er juillet 1870.
En 1914, la gare est transformée en un hôpital d'où des milliers de blessés sont évacués. Au déclenchement de la bataille de Verdun en février 1916, les opérations sont suspendues à cause du feu de l'artillerie allemande. Le 10 novembre 1920 à 16 h, un train part de la gare pour Paris avec le Soldat inconnu qui sera inhumé sous l'Arc de triomphe.
La gare connait une importante activité de fret avec un trafic de bois, de produits chimiques et de chaux. Les trains de chaux viennent des fours à chaux de Dugny-sur-Meuse. Elle connait également une activité de transport de voyageurs et de militaires des unités en garnison. Au plus fort de son activité, le dépôt compte près de 500 cheminots.
Fin 1979, la rotonde est démantelée.
En 2014, la gare est rénovée dans le cadre de la création de d'une gare multimodale et de la célébration du centenaire de la bataille de Verdun en 2016. Le montant des travaux s'élève à 376 600 €.

## Fréquentation
Selon les estimations de la SNCF, la fréquentation annuelle de la gare figure dans le tableau ci-dessous
.
| Année                      | 2015    | 2016    | 2017    | 2018    | 2019    | 2020    | 2021    | 2022    | 2023    | 2024    |
| -------------------------- | ------- | ------- | ------- | ------- | ------- | ------- | ------- | ------- | ------- | ------- |
| Voyageurs seuls            | 137 033 | 129 927 | 129 981 | 118 817 | 136 907 | 122 580 | 145 095 | 181 819 | 218 513 | 184 398 |
| Voyageurs et non voyageurs | 171 292 | 162 409 | 162 477 | 148 521 | 171 134 | 153 225 | 181 369 | 227 274 | 273 142 | 230 498 |

## Service des voyageurs

### Accueil

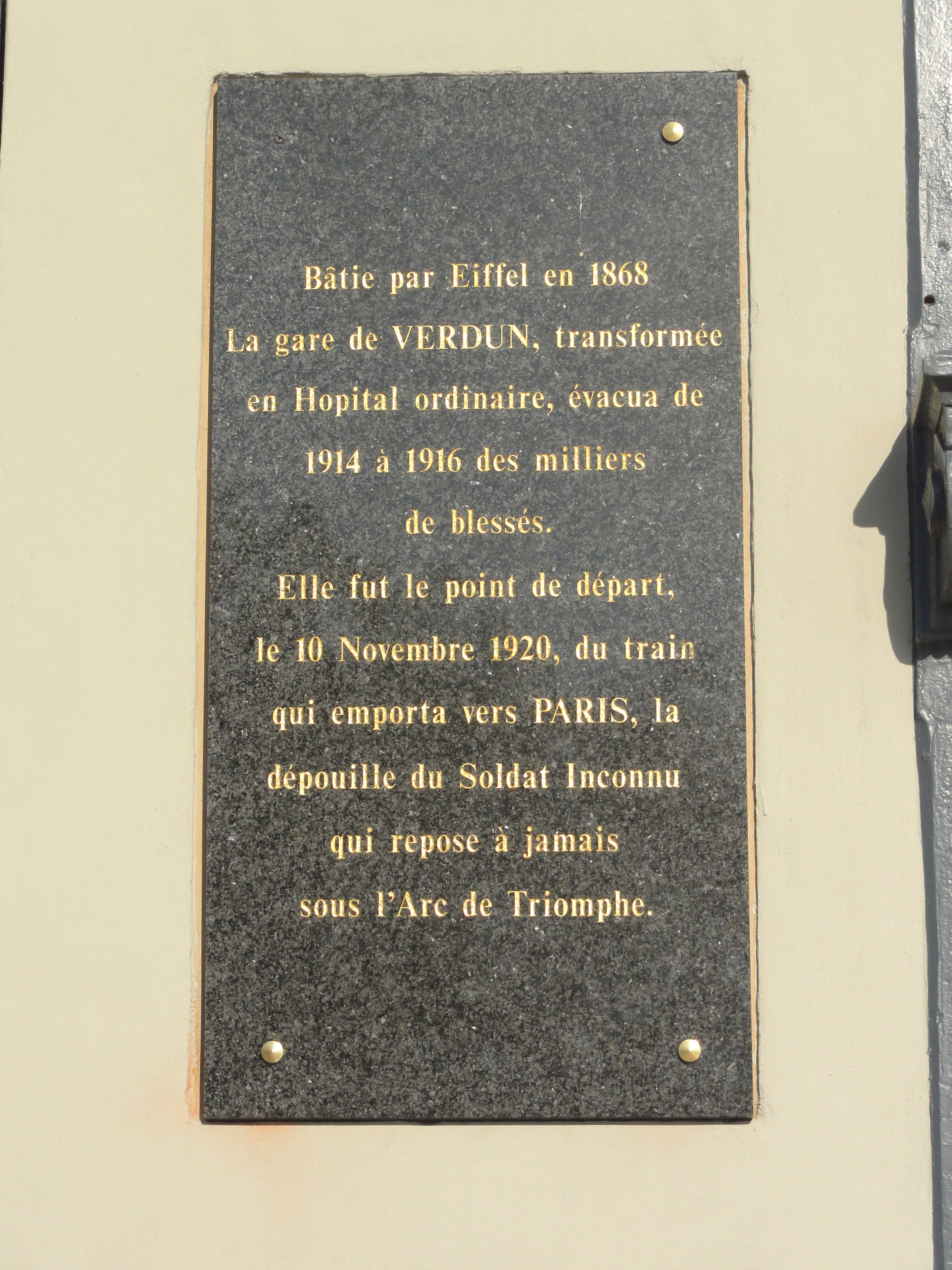
Plaque historique et mémorial de guerre sur la gare de Verdun.

Gare de la SNCF, elle dispose d'un bâtiment voyageurs, avec guichet, ouvert tous les jours. Elle est équipée d'automates pour l'achat de titres de transport. C'est une gare « Accès TER Lorraine Métrolor », proposant des aménagements et des équipements ainsi que des services pour les personnes à la mobilité réduite.
Les 2 quais sont desservis par 2 voies, sans compter les voies de service. Le quai no 1 est d'une longueur utile de 183 m et le quai no 2 de 164 m.

### Desserte
La gare de Verdun est desservie par le TER Grand Est, permettant de rejoindre Metz et Nancy, directement ou via la gare de Conflans - Jarny.
Un car TER assure la liaison entre Verdun et Châlons-en-Champagne, permettant ensuite de rejoindre Paris-Est,.

### Intermodalité
À côté de la gare ferroviaire se trouve la gare dite multimodale, ouverte en 2014, desservie par le réseau REZO Grand Verdun (Transport intercommunal verdunois).
Une navette routière est mise en place, par le conseil départemental de la Meuse, pour atteindre en 30 min la gare de Meuse TGV, d'où l'on peut rejoindre Paris ou Strasbourg en 1 h.
Un parking pour les véhicules est aménagé à proximité.

## Service des marchandises
La gare de Verdun est ouverte au service du fret, uniquement par train massif. Toutefois, elle bénéficie d'un accord commercial permettant une desserte par wagon isolé, pour l'armée.